# Neotheronia lloydi
Neotheronia lloydi är en stekelart som beskrevs av Ian D. Gauld 1991. Neotheronia lloydi ingår i släktet Neotheronia och familjen brokparasitsteklar. Inga underarter finns listade i Catalogue of Life.